# Саркоидоза
Саркоидоза је системска болест из групе специфичних запаљења, која се карактерише стварањем гранулома у лимфним чворовима, плућима, јетри, слезини, срцу, косној сржи, кожи, очима и др. Морфолошки подсећа на туберкулозу, али за разлику од ње у саркоматозним грануломима нема казеозне некрозе и нису присутне бактерије.

## Клиничка слика
Саркоидоза се карактерише стварањем гранулома, који су изграђени од епителоидних ћелија, џиновских ћелија Лангхансовог типа, лимфоцита, плазма ћелија и фибробласта. Изузетно ретко се може наћи подручје фибриноидне некрозе. У цитоплазми џиновских ћелија се налази једна од три врсте страних тела: бирефригирентан кристал сачињен од соли калцијум-оксалата, конхоидално (Шауменово) тело грађено од калцијума и протеина и астероидно тело или звездасте инклузије. Ови грануломи се временом мењају и бивају замењени везним ткивом, што може да доведе до развоја фиброзе плућа, хроничног плућног срца и других негативних последица.
У почетном стадијуму се обично јављају болови, отицање зглобова и чворићи различите величине на кожи. На рендгенском снимку се виде увећани лимфни чворови средогруђа (медијастинума) и евентуално промене на плућима. Могу се јавити и дуготрајан кашаљ, повишена температура, исцрпљеност, бол иза грудне кости и сл.

## Дијагноза
Дијагноза се поставља на основу: анамнезе, клиничког прегледа, различитих лабораторијских анализа (одређивање нивоа калцијума у серуму и урину, нивоа ангиотензин-конвертујућег ензима и имуноглобулина у серуму), компјутеризоване томографије грудног коша, испитивања плућних параметара, бронхоскопије, ултразвучног прегледа горњег дела трбуха и срца, електрокардиограма и холтер мониторинга, прегледа очију, биопсије захваћених структура итд.

## Терапија
Већини људи са саркоидозом није потребно лечење, а онима којима је лечење неоходно терапија је углавном симптоматска и подразумева употребу:
- нестероидних антиинфламаторни лекова,  за ублажавање симптома као што су бол или грозница.
- кортикостероида,  за сузбијање  симптоме као што су кратак дах, бол у зглобовима или грудима и грозница.
- лекова за супресију имунолошког система,  ако су кортикостероиди неефикасни или изазивају неугодне нежељене ефекте.
- капи за очи, код очних болести изазваних саркоидозом

Кортикостероиди имају тенденцију да привремено успоре оштећење ткива узроковано саркоидозом и добро контролишу симптоме, али можда неће спречити ожиљке на плућима током година. Кортикостероиди такође могу помоћи људима са високим нивоом калцијума у крви или урину. Око 10% људи којима је потребно лечење не реагује само на кортикостероиде, а такође им се даје метотрексат, који може бити ефикасан.
Понекад се дају други лекови који сузбијају имуни систем ако су кортикостероиди неефикасни или изазивају неугодне нежељене ефекте. Ови лекови могу укључивати: метотрексат, азатиоприн, микофенолат мофетил, циклофосфамид, хидроксихлорокин, лефлуномид и инфликсимаб.
Хидроксихлорокин је понекад од помоћи у лечењу унакажених лезија коже, високог нивоа калцијума у крви и неких увећаних, непријатних или унакажених лимфних чворова.
Неки људи, посебно они који имају лупус  или захваћен нервни систем, лече се инфликсимабом. За људе који су успешно лечени инфликсимабом, али више не могу да узимају инфликсимаб због његових нежељених ефеката, лекари могу дати адалимумаб.
Ако је срце захваћено, пацијенту ће можда требати имплантабилни срчани дефибрилатор и пејсмејкер.
Понекад се код тежих случајева ради трансплантација плућа, срца или јетре ако је саркоидоза озбиљно захватила ове органе.Међутим треба имати у виду да се саркоидоза може поновити у трансплантираном органу.
Успех лечења може се пратити рендгенским снимком грудног коша, ЦТ-ом, тестовима плућне функције и мерењем калцијума у крви. Ови тестови се редовно понављају да би се открили рецидиви након престанка лечења.
Умерено или тешко оштећење плућа повећава ризик од смрти код људи који имају саркоидозу и ковид 19, јер лекари понекад морају да задрже лекове који потискују имуни систем код ових пацијената.
Лечење обично траје између шест и осам месеци, а доза лека се постепено смањује. Због потенцијално штетног деловања кортикостероида, према потреби се преписују и други медикаменти.
Уколико терапија није благовремена и болест има брз ток, може доћи и до смртног исхода узрокованог понављаним инфекцијама или другим компликацијама плућне фиброзе и хроничног плућног срца.

## Прогноза
Болест може да спонтаним путем оде у ремисију, или да постане хронична, с циклусима погоршања и ремисије болести. Код неких особа, може да прогресује до пулмонарне фиброзе и смрти. У половини случајева се спонтано повуку симптоми без лечења или се може излечити у преиоду од 12 до 36 месеци, док већина у периоду од пет година. У неким случајевима, међутим, болест остаје и неколико деценија. У две трећине случајева, болест се потпуно повуче кроз десет година. Када је срце укључено, прогнозе су мање повољне, но, кортикостероиди делују ефективно у електричном провођењу преткоморске и вентрикуларне коморе срца. Такође, прогнозе су мање повољне код афроамериканаца него код белаца.
Особе са саркодиозом имају значајно повећан ризик за канцер, посебно канцер плућа и лимфома, и на другим органима.